# 約束手形

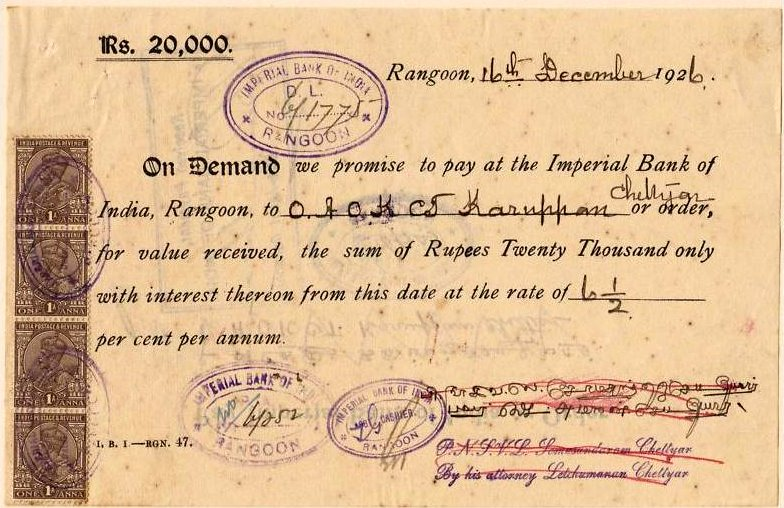
1926年にラングーンで発行されたインド帝国銀行の約束手形

約束手形（やくそくてがた）とは、振出人が受取人・指図人に対して、一定の金額を一定の期日・場所で支払うことを約束する有価証券のことである。略称は、約手（やくて）。
為替手形と共通する手形一般の内容については、「手形」を参照のこと。ここでは、約束手形特有のことについてのみ記述する。

## 約束手形の特徴
手形は「為替手形」が先に存在し、その変形として「約束手形」が生まれた。手形法にはその名残がある。2〜3か月程度の中期信用を担う手段として約束手形の方が広く利用されていることもあって、国内で流通する手形のほぼすべてが約束手形である。このため、一般に「手形」という場合、約束手形を意味するとして差し支えない。
しかし、印紙税を節約する目的で、為替手形を発行する企業が主に関西圏で散見される。
日本政府は紙の約束手形を2026年までに廃止することを予定している。

## 手形サイト
振出日から支払期日までの期間のことを、「手形サイト」という。
通常は1か月から120日以内（もしくは4か月以内）のものが多く、商品の販売先や元請での代金回収事情や業界の通例で決められることが多い。なお、下請代金支払遅延等防止法では、割引困難な手形を振り出すことを禁じており、手形サイトの基準は120日以内となっている。手形サイトが長い手形は、自然現象などに絡めて呼ぶ隠語があり、次のようなものがある。
台風手形
手形サイトが、210日のもの。古来より210日（9月1日前後）は、台風の襲来日として知られていることから。
お産手形
手形サイトが、10か月のもの。妊娠期間を十月十日（とつきとおか）と呼ぶことから。
七夕手形
手形サイトが、1年のもの。年に1度であることから。

## 偽造手形問題
偽造された約束手形が、金融業者などに持ち込まれるケースが、2008年から相次いでおり、被害に遭った企業が、警察に刑事告発するなどの事態になっている。